# Bogusław Widawski
Bogusław Widawski (* 23. Februar 1934 in Lwów; † 8. Februar 1986 in Lubliniec) war ein polnischer Fußballspieler und Nationalspieler.

## Karriere

### Vereine
Widawski bestritt seine ersten beiden Spielzeiten im Seniorenbereich für Ogniwo Bytom, wie sich der heutige Verein Polonia Bytom in der Spielzeit 1953 und 1954 nannte. Am Ende der Spielzeit 1955 stieg er mit der Meistermannschaft unter dem Namen Sparta Bytom in die 2. Liga ab, aus der er mit dem Verein unter dem Namen Polonia Bytom als Meister in die 1. Liga zurückkehrte. Von 1958 bis 1966 blieb sie stets erstklassig und gewann am Ende der Spielzeit 1962 erneut die Meisterschaft. Zwei Jahre später war er mit ihr in Warschau erst nach Verlängerung mit 1:2 Legia Warschau im Pokalfinale unterlegen.
Auf internationaler Vereinsebene bestritt er für seine Mannschaft im Wettbewerb um den Europapokal der Landesmeister in der Saison 1958/59 die beiden Erstrundenspiele gegen den MTK Budapest FC.
Des Weiteren kam er im Wettbewerb um den International Football Cup (Internationale Meisterschaft) bei der 3. Austragung 1963/64 zum Einsatz. Das erreichte Finale am 25. Mai 1964 gegen Slovnaft Bratislava wurde im Wiener Stadion Hohe Warte mit 0:1 verloren. Bei der 4. Austragung 1964/65 wurde der Titel nach dem mit 0:3 verlorenen Hinspiel beim SC Leipzig im Rückspiel mit dem Ergebnis von 5:1 im zweiten Anlauf gewonnen. Er ging mit seiner Mannschaft zuvor als Sieger aus der Gruppe C3 – eine von elf Gruppen à vier Mannschaften – hervor und gelangte über ein Freilos in der 1. Runde ins Viertelfinale. In diesem setzte sich seine Mannschaft gegen den SC Karl-Marx-Stadt nach Hin- und Rückspiel mit dem Gesamtergebnis von 4:3 durch, wie auch gegen den RFC Lüttich im Halbfinale mit dem Gesamtergebnis von 3:2.
In der von 1960 bis 1965 in den Vereinigten Staaten anfangs bestehenden Fußballliga, die International Soccer League, nahm er mit seiner Mannschaft im Jahr 1965 ebenfalls teil. Nach zwei Meisterschaften südamerikanischer und drei europäischer Mannschaften, zuletzt Zagłębie Sosnowiec 1964 aus Polen, gewann auch er und Polonia Bytom die ISL-Meisterschaft.

### Nationalmannschaft
Widawski kam einzig am 21. Juni 1959 in Wrocław beim 7:2-Sieg im Freundschaftsländerspiel gegen die Nationalmannschaft Israels zum Einsatz.

## Erfolge
- Polnischer Meister 1954, 1962
- Zweiter Polnische Meisterschaft 1959, 1961
- Meister 2. Liga 1956 und Aufstieg in die 1. Liga
- Polnischer Pokal-Finalist 1964
- ISL-Sieger 1965
- IFC-Sieger 1965, -Finalist 1964